# Call of Duty: Modern Warfare: Mobilized
Call of Duty: Modern Warfare: Mobilized is een first-person shooter ontwikkeld door N-Space en uitgegeven door Activision op 10 november 2009 voor Nintendo DS. Het spel heeft hetzelfde scenario als Call of Duty: Modern Warfare 2. Het spel werd op 10 november 2009 uitgegeven door Activision.